# Пустеля Алворда

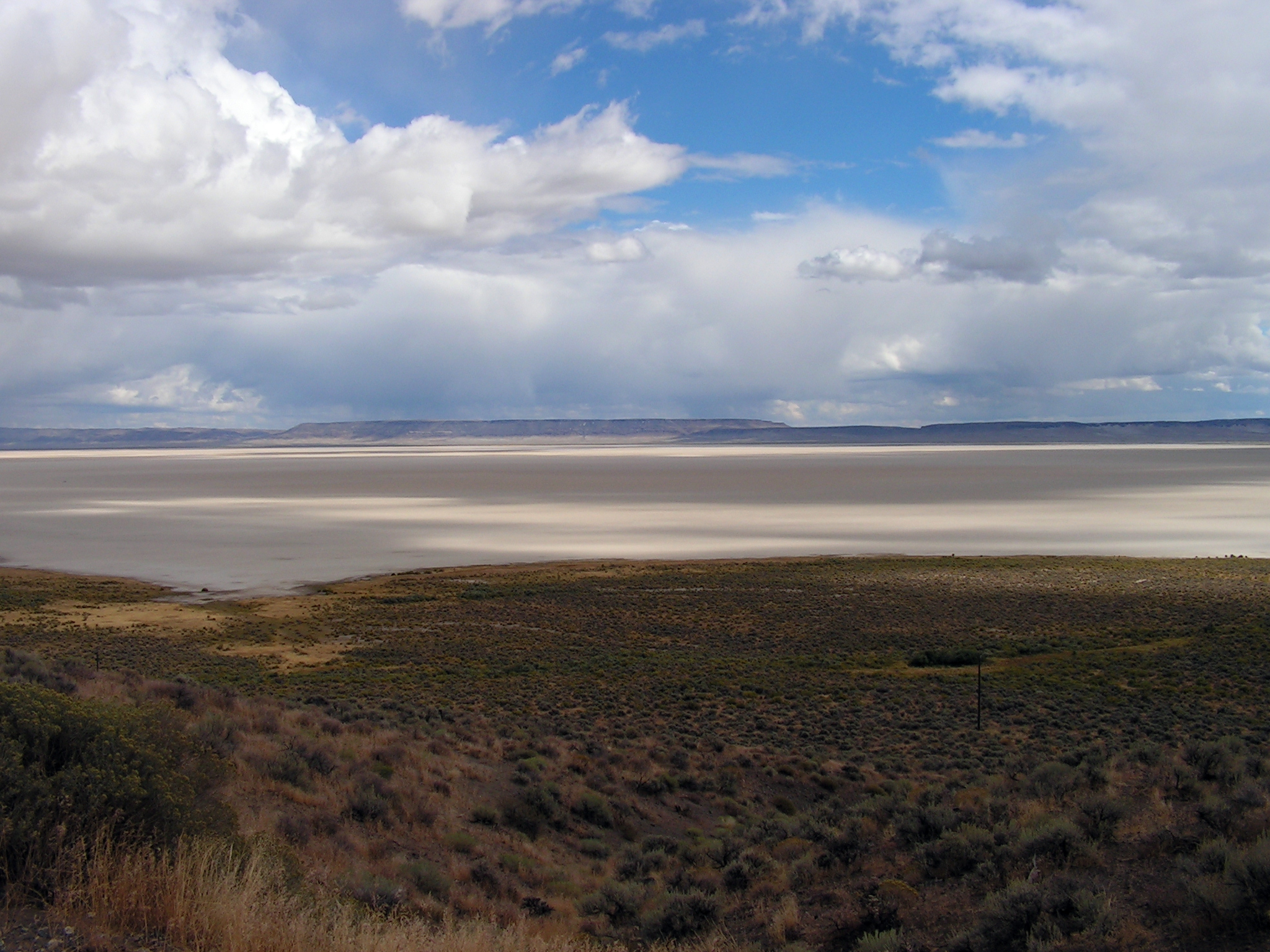
Пустеля Алворда.

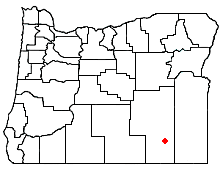
Розташування пустелі Алворда в штаті Орегон.

Пустеля Алворда (англ. Alvord Desert) — пустеля у Сполучених Штатах Америки, розташована на південному сході штату Орегон, у регіоні Великого Басейну. Пустеля є дном колишнього солоного озера завдовжки 19,2 км і шириною 11,2 км. Західна межа проходить уздовж гір Стінс-Маунтін. Поверхня пустелі настільки плоска, що дозволяє посадку невеликих літаків. На півночі й заході пустелі розташовані гарячі джерела. У рік випадає до 180 мм опадів.
Пустеля названа на честь американського військового та натураліста Бенджаміна Алворда (1813—1884).

## Галерея

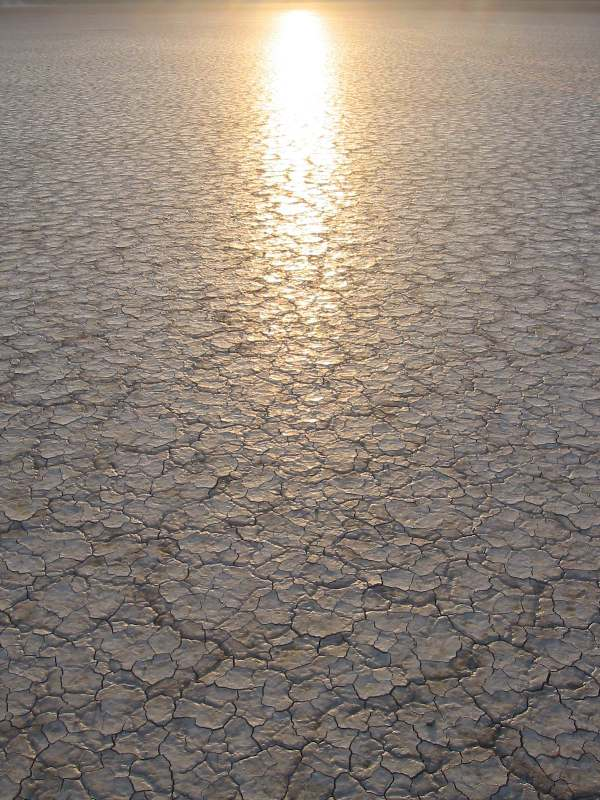
Пустеля Алворда.
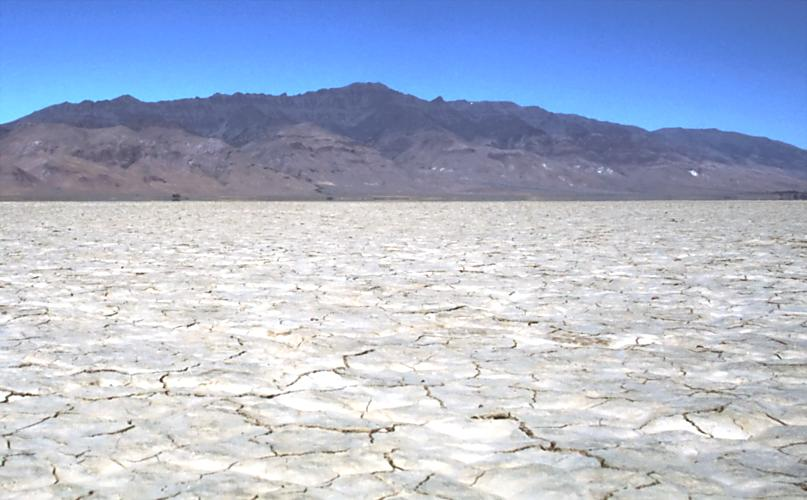
Гори Стінс-Маунтін на північний захід від пустелі.
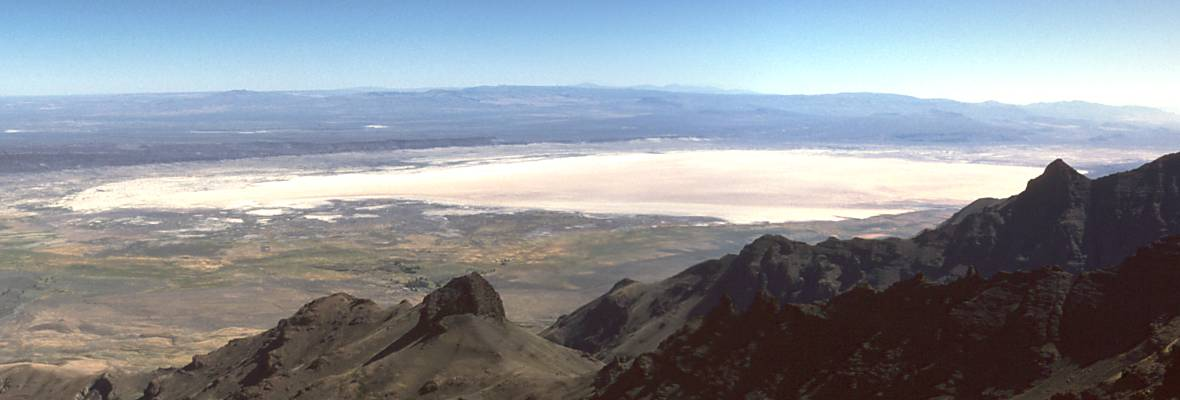
Пустеля Алворда. Вигляд з гір Стінс-Маунтін.